# Solanum platense
Solanum platense là loài thực vật có hoa trong họ Cà. Loài này được Dieckman miêu tả khoa học đầu tiên năm 1912.